# Karađorđeva (Bělehrad)
Karađorđeva (v srbské cyrilici Карађорђева) je ulice v srbské metropoli Bělehradu.

## Trasa
Ulice se nachází na západním okraji historického centra, při ústí řeky Sávy do Dunaje. Vede od bělehradské pevnosti Kalemegdan, resp. od bělehradského přístaviště na jih, podchází Brankův most a směřuje k Sávskému náměstí. Prochází lokalitou známou pod názvem Savamala.

## Historie
Původně se jednalo o obyčejnou silnici, kterou lemovaly různé krámky a kde se postupně rozvinulo malé náměstí. Na počátku 20. století se tato praxe s modernizací a regulací ulice a její přestavbu v moderní silnici změnila.
Stejně jako v případě velkého počtu ulic v Bělehradě se název Karađorđevy ulice měnil vícekrát. Původně byla známá jako Bogojavljanska donja (podle nedaleké katedrály), a to v letech 1872 až 1896. Poté byla rozdělena na tři ulice (Savska, Majdanska a Moravska). Současný název má od roku 1904 v celé své délce a od té doby již nebyl měněn.
Dlouhou roli měla význam ulice pro tranzitní dopravu. Často ji také využívají autobusy, které směřují na nedaleké autobusové nádraží. Stav budov byl velmi dlouho žalostný, stav ulice byl rovněž špatný, rekonstrukce některých staveb se uskutečnila až v 21. století a ovlivnil ji i nedaleký developerský projekt s názvem Beograd na vodi (Belgrade Waterfront).

## Významné budovy
- Beogradska zadruga
- Hotel Bristol (a přilehlý park).
- Secesní dům Vučina kuća.
- Divadlo Đumurkana (zničené při bombardování města v roce 1941).